# Vincent Riendeau (plongeon)
Pour les articles homonymes, voir Vincent Riendeau et Riendeau.
Vincent Riendeau, né le 13 décembre 1996 à Dorval, est un plongeur canadien.

## Carrière
Vincent Riendeau remporte la médaille de bronze lors de la finale hommes à 10 mètres des Jeux du Commonwealth de 2014 à Glasgow avec Roseline Filion. Il remporte lors des Championnats du monde de natation 2015 à Kazan la médaille d'argent au 10 mètres synchronisé mixte avec Meaghan Benfeito.